# Federazione cestistica del Brasile
La Confederaçao Brasileira de Basketball (acronimo CBB) è l'organo di organizzazione e controllo della pallacanestro in Brasile.
La federazione controlla inoltre la nazionale di pallacanestro del Brasile. Ha sede a Rio de Janeiro e l'attuale presidente è Gerasime Nicolas Bozikis.
È affiliata alla FIBA dal 1935 e organizza il campionato di pallacanestro brasiliano.